# Лампедис
Лампедис (лит. Lampėdis) — затопленный карьер в центральной Литве, находится на территории Вилиямполесского староства в западной части Каунасского городского самоуправления. Водоём расположен между микрорайонами Лампеджяй и Жямутиняй Канюкай, примерно в полукилометре от правого берега реки Неман (Ня́мунас), в 3 км северо-западнее устья Ви́лии (Ня́рис) и в 2 км юго-восточнее устья Няве́жиса.
Площадь водного зеркала составляет 1,217 км², протяжённость береговой линии — 11,06 км, длина ≈3 км, средняя ширина ≈300 м, урез воды — 21 м над уровнем моря. На водоёме имеется два относительно больших острова и несколько крошечных. Самый больший остров (длина ≈350 м, ширина ≈100 м) расположен в центральной части акватории вплотную к северному берегу и связан с ним мостом, второй (длина ≈100 м, ширина ≈50 м) находится в западной части и прямого сообщения с сушей не имеет.
Лампедис представляет собой заполнившийся водой карьер, вытянутый в юго-западном направлении вдоль берега Немана, в котором ранее добывали гравий. На южном лесистом побережье водоёма расположены зоны отдыха. Также с мая 2010 года началось обустройство северо-восточного берега под кемпинг; его открытие произошло в 2012 году.